# Радзивилл, Антоний Генрих
Князь Антоний Генрик Радзивилл, (пол. Antoni Henryk Radziwiłł, 13 июня 1775, Вильно — 7 апреля 1832, Берлин) — белорусский князь, политик, композитор и меценат, 1-й ординат на Пшигодзице (1796), 12-й ординат Несвижский и 10-й ординат Олыцкий (1814), первый и единственный князь-наместник Познанского великого княжества (1815—1831). Генерал-лейтенант и генерал-поручик прусской армии. Родоначальник прусской линии Радзивиллов.

## Биография
Представитель знатнейшего и богатейшего литовского княжеского рода Радзивиллов герба «Трубы». Второй сын каштеляна и воеводы виленского Михаила Иеронима (1744—1831) и Елены Пшездецкой (1753—1821), дочери подканцлера великого литовского Антония Тадеуша Пшездецкого (1718—1772) и Катарины Огинской. 
Братья — Людвик Николай, Михаил Гедеон и Анджей Валент Радзивиллы.
Получил хорошее домашнее образование. Благодаря семейной традиции приобщения к музыке, уже в молодом возрасте приобрёл известность как виолончелист. С 1792 года учился в Гёттингенском университете, но в 1794 году перебрался в Берлин, что в дальнейшем и определило его пропрусскую ориентацию. В 1796 году женился на принцессе Фридерике Луизе Прусской (1770—1836), дочери прусского принца Августа Фердинанда (1730—1813) и принцессы Анны Елизаветы Луизы Бранденбург-Шведтской (1738—1820), племяннице короля Пруссии Фридриха II Великого. Антоний Генрих Радзивилл осел в Пруссии и в 1796 году основал ординацию на Пшигодзице.
В 1794 году после подавления польского восстания под руководством Тадеуша Костюшко князь Антоний Раздивилл поддерживал планы возрождения Речи Посполитой во главе с прусской династией, где сам рассчитывал стать вице-королём, а Тадеуша Костюшко назначить главнокомандующим польской армии.
Поддерживал коалицию Пруссии, России и Австрии против Наполеона Бонапарта, которая предусматривала создание отдельной армии из уроженцев бывшей Речи Посполитой, но эти планы не были осуществлены.
В 1814 году после смерти своего родственника, крупного магната Доминика Иеронима Радзивилла, Антоний Радзивилл унаследовал Несвижскую и Олыцкую ординации в Белоруссии.
15 мая 1815 года князь Антоний Генрих Радзивилл был назначен первым и единственным князем-губернатором Великого княжества Познанского. Хотя эта должность была полностью формальной, в первый период он имел некоторое влияние на политику, но затем берлинское правительство все больше и больше ограничивало его власть.
В занимаемой должности Антоний Генрих Радзивилл больше заботился о культуре Познанского княжества и не мог воспрепятствовать германизации польских земель, включённых в состав Пруссии.
В 1831 году во время Ноябрьского восстания в Царстве Польском вынужден был подать в отставку. Автономия Познанского великого княжества была ликвидирована.
В 1824 году построил охотничий замок Антонин, где провёл значительную часть оставшейся жизни.

## Искусство
Антоний Генрих Радзивилл покровительствовал искусству, заботился о развитии и защите культуры Великого княжества Познанского. Держал в Берлине и Познани артистические салоны. Был выдающимся виолончелистом и гитаристом, играл на других музыкальных инструментах, писал музыку, играл в любительских спектаклях. Поддерживал контакты с другими известными композиторами. Ему посвятили свои произведения Людвиг ван Бетховен, Феликс Мендельсон-Бартольди, Фредерик Шопен , Мария Шимановская.
Как композитор приобрёл известность музыкой к «Фаусту» (либретто И. В. Гёте).

## Семья и дети
17 марта 1796 года в Берлине женился на прусской принцессе Луизе Прусской (1770—1836). Дети:
- Фридрих Вильгельм Павел Николай Радзивилл (1797—1870), прусский генерал, 13-й ординат Несвижский с 1832 года
- Фердинанд Фридрих Вильгельм Радзивилл (1798—1827)
- Елизавета Фредерика Людвика Мария Радзивилл (1803—1834)
- Богуслав Фридрих Вильгельм Мариуш Фердинанд Август Радзивилл (1809—1873), 2-й ординат на Пшигодзице и 11-й ординат Олыцкий с 1832 года
- Фридрих Вильгельм Фердинанд Август Генрих Антоний Радзивилл (1811—1831)
- Августа Вильгемина Луиза Ванда Радзивилл (1813—1845), жена с 1832 года князя Адама Констанция Чарторыйского (1804—1880)